# Lavello
Lavello ist eine italienische Stadt und Gemeinde in der Provinz Potenza und der Region Basilikata. In Lavello werden Reben für den Rotwein Aglianico del Vulture angebaut.

## Geographie
Lavello liegt 66 km nördlich von Potenza. Dort wohnen 12.922 Einwohner (Stand: 31. Dezember 2023).
Die Nachbargemeinden von Lavello sind Ascoli Satriano (FG), Canosa di Puglia (BA), Cerignola (FG), Melfi, Minervino Murge (BA), Montemilone, Rapolla und Venosa.
Bei Lavello befindet sich ein Flugplatz (Aviosuperficie) für die Allgemeine Luftfahrt.

## Geschichte
Der römisch-deutsche König Konrad IV. starb am 21. Mai 1254 in einem Heerlager bei Lavello an Malaria.